# کنی آیلند
کُنی آیلند یک منطقه مسکونی، تجاری و تفریحی است که در جنوب غربی بروکلین در شهر نیویورک قرار دارد. این محله از شرق به ساحل منهتن، در جنوب، به پایین خلیج نیویورک و از غرب و شمال به گریوزند محدود شده است و شامل زیر مجموعه های دریا گیت در غرب آن و ساحل برایتون در شرق آن است. کُنی آیلند در گذشته غربی‌ترین جزایر Outer Barrier در ساحل جنوبی لانگ آیلند بود، اما در اوایل قرن بیستم به شبه جزیره تبدیل شد و با پر کردن زمین به لانگ آیلند وصل شد. 

### یادداشت
1. ↑  "NYC Planning | Community Profiles". communityprofiles.planning.nyc.gov. New York City Department of City Planning. Retrieved March 18, 2019.

### مطالعه بیشتر
- The Comprehensive History of Coney Island at Heart of Coney Island
- Coney Island History Articles بایگانی‌شده  در ۱ اوت ۲۰۲۰ توسط Wayback Machine
- Bland as Sand: Developers Stalk Coney Island, The Indypendent
- Gritty and Trashy... That’s Why I Love It, The Indypendent
- Bruce, Jeannette. "Where The Fun Was,"Sports Illustrated, August 28, 1967
- Coney Island History Project
- "Coney Island" . Encyclopædia Britannica (به انگلیسی). Vol. 6 (11th ed.). 1911. p. 897.